# HD 154228
HD 154228，又名BD+13 3292，SAO 102564、HR 6341，是一颗恒星，视星等为5.93，位于銀經33.5，銀緯29.95，其B1900.0坐标为赤經16h 59m 3.5s，赤緯+13° 29.95′ 50″。